# Falko Leuschner
Falko Leuschner (* 30. November 1955) war Fußballspieler in der DDR. In deren höchster Fußball-Liga, der Oberliga, spielte er für den 1. FC Union Berlin. Er ist Junioren-Nationalspieler.

## Sportliche Laufbahn
Über die kleine Ost-Berliner Sportgemeinschaft Fortuna Biesdorf kam Leuschner zur Nachwuchsabteilung des Fußballschwerpunkts der Armeesportvereinigung Vorwärts, dem FC Vorwärts Berlin. Als der Armeeklub 1971 nach Frankfurt (Oder) versetzt wurde, wechselte Leuschner 15-jährig zum 1. FC Union Berlin. 1973 gehörte Leuschner zum Kader der DDR-Junioren-Nationalmannschaft und bestritt als Abwehrspieler am 23. November 1973 ein Junioren-Länderspiel (Bulgarien – DDR 0:0).
Seinen Einstand in der ersten Mannschaft der Unioner gab Leuschner nach dem Abstieg aus der Oberliga in dem DDR-Liga-Spiel Union Berlin – Aufbau Schwedt 4:0 am 21. Oktober 1973. In der Regel wurde er jedoch in der drittklassigen Bezirksligamannschaft Union II eingesetzt. In den drei DDR-Liga-Spielzeiten von 1973 bis 1976 spielte Leuschner lediglich in neun Begegnungen der ersten Mannschaft, darunter waren 1975 zwei Pokalspiele. Vom November 1975 bis April 1977 absolvierte Leuschner seinen Wehrdienst, den er beim DDR-Ligisten Dynamo Schwerin verbrachte.
Als Leuschner wieder zum 1. FC Union Berlin zurückkehrte, spielte dieser bereits wieder in der Oberliga. Zur Saison 1977/78 wurde Leuschner jedoch für die Nachwuchs-Oberliga nominiert und dort zunächst auch bis zum 8. Spieltag eingesetzt. Erstmals in einem Oberligaspiel stand er am 1. Oktober 1977 in der Begegnung Union Berlin – Wismut Aue (1:0). Trainer Heinz Werner setzte ihn anstelle des zur Armee abgezogenen Ulrich Werder im rechten Mittelfeld ein. Auch in den folgenden zwei Punktspielen erhielt Leuschner noch eine Chance, danach wurde er wieder in den Nachwuchs zurückversetzt. Zweimal kam er in dieser Saison noch als Einwechselspieler in der Oberliga zum Einsatz, danach war seine Karriere bei der ersten Mannschaft von Union beendet. Für die Saison 1978/79 wurde Leuschner erneut für die Nachwuchs-Oberliga gemeldet, schied aber schon zum Jahresende 1978 beim 1. FC Union aus. Er hinterließ eine Bilanz von 15 Pflichtspielen, die sich aufteilen in fünf Oberliga-, sieben DDR-Liga- und drei Pokalspiele. Sein einziges Tor für die erste Mannschaft schoss Leuschner 1975 im DDR-Pokal-Wettbewerb.
Ab Januar 1979 verstärkte Leuschner die Ost-Berliner Betriebssportgemeinschaft (BSG) Kabelwerk Oberspree, die in der drittklassigen Bezirksliga spielte. Er verhalf der Mannschaft zur Bezirksmeisterschaft und damit zum Aufstieg in die DDR-Liga. 1981 wurde er zum Mannschaftskapitän gewählt. Zum 1. Juli 1982 wechselte Leuschner zum Ligakonkurrenten BSG Chemie PCK Schwedt und spielte dort bis zum Abstieg im Sommer 1984. Danach schloss er sich dem DDR-Ligisten Motor Babelsberg an, wo er 30-jährig im Laufe der Saison 1985/86 seine Laufbahn als Leistungssportler beendete. Von 1996 bis 2000 wirkte Leuschner als Trainer der Landesligamannschaft des SV Stahl Finow.